# Sabaria berytana
Sabaria berytana là một loài bướm đêm trong họ Geometridae.